# Santa Eulàlia de Riuprimer
Santa Eulàlia de Riuprimer (spanska: Santa Eulalia de Riuprimer) är en ort och kommun i provinsen Barcelona i den autonoma regionen Katalonien i nordöstra Spanien. Den ligger cirka 58,5 kilometer norr om Barcelona. Kommunen har 1 487 invånare (2024), på en yta av 13,90 km².